# Diospyros novoguineensis
Diospyros novoguineensis är en tvåhjärtbladig växtart som beskrevs av Bakh. Diospyros novoguineensis ingår i släktet Diospyros och familjen Ebenaceae. Inga underarter finns listade i Catalogue of Life.